# Philothamnus natalensis
Philothamnus natalensis är en ormart som beskrevs av Smith 1840. Philothamnus natalensis ingår i släktet Philothamnus och familjen snokar.
Denna orm förekommer i södra Afrika från centrala Moçambique och södra Zimbabwe till östra och södra Sydafrika samt Lesotho och Eswatini. Arten lever i låglandet. Habitatet varierar mellan skogar, buskskogar och galleriskogar. Individerna klättrar i träd och de lägger ägg.
För beståndet är inga hot kända. Hela populationen anses vara stabil. IUCN listar arten som livskraftig (LC).

## Underarter
Arten delas in i följande underarter:
- P. n. natalensis
- P. n. occidentalis